# نبرد سانتیاگو
نبرد سانتیاگو (ایتالیایی: Battaglia di Santiago) نامی است که به دیدار دو تیم ملی فوتبال ایتالیا و تیم ملی فوتبال شیلی در ۲ ژوئن ۱۹۶۲ در ورزشگاه ملی خولیو مارتینز پرادانوس شهر سانتیاگو، شیلی در مرحلهٔ گروهی جام جهانی ۱۹۶۲ داده شده است.
این بازی به‌دلیل سطح خشونت بالای ۲ تیم در بازی، نبرد سانتیاگو نام گرفت. در این بازی ۲ بازیکن اخراج شدند و مشت‌های زیادی پرتاب شد به‌طوری‌که پلیس ۴ بار مداخله کرد. داور بازی کِن استون بود، کسی که بعدها کارت زرد و قرمز را ابداع کرد.

## بازی

### خلاصه
اولین خطای بازی در ثانیهٔ ۱۲ اتفاق افتاد. جورجو فرینی از ایتالیا بعد از خطا بر روی هونورینو لاندا از شیلی در دقیقهٔ ۸ اخراج شد و حاضر به ترک زمین نشد و توسط پلیس به بیرون برده شد.
داور بازی مشت لئونل سانچز (شیلی) به ماریو داوید (ایتالیا) را که برای انتقام‌جویی برای زخمی شدن ثانیه قبل از آن زده شد را ندید و وقتی دیوید چند دقیقه بعد تلاش کرد که سانچز را بزند (نتوانست)، داور وی را اخراج کرد.
خشونت‌ها ادامه یافت، سانچز، بینی هومبرتو ماسکیو را با ضربهٔ هوک چپ، شکست اما داور وی را اخراج نکرد. این دو تیم در حال مبارزه و پرتاب آب دهان به سمت هم بودند که پلیس مجبور شد سه بار دیگر مداخله کند. شیلی بازی را ۲–۰ برنده شد.
وقتی صحنه‌های حساس بازی چند روز بعد در تلویزیون انگلستان پخش شد (نه همان شب، چون فیلم بازی باید به انگلستان فرستاده می‌شد)، بازی توسط گزارشگر بی‌بی‌سی، دیوید کلمن به عنوان: احمقانه‌ترین، ترسناک‌ترین، چندش‌آورترین، شرم‌آورترین نمایش فوتبال، احتمالاً در تاریخ فوتبال توصیف شد.

### جزئیات
| شیلی                             | ۲–۰    | ایتالیا |
| -------------------------------- | ------ | ------- |
| خامی رامیرز ۷۳' · خورخه تورو ۸۷' | Report |         |

| دروازه‌بان    | ۱  | میسائل اسکوتی          |
| مدافع        | ۲  | لوئیس ایساگیره         |
| مدافع        | ۳  | رائول سانچز            |
| مدافع        | ۴  | سرخیو ناوارو (کاپیتان) |
| مدافع        | ۵  | کارلوس کونترراس        |
| هافبک        | ۶  | الادیو روخاس           |
| مهاجم        | ۷  | خامی رامیرز            |
| هافبک        | ۸  | خورخه تورو             |
| مهاجم        | ۹  | هونورینو لاندا         |
| مهاجم        | ۱۰ | آلبرتو فویلیو          |
| هافبک        | ۱۱ | لئونل سانچز            |
| سرمربی:      |    |                        |
| فرناندو ریرا |    |                        |

| دروازه‌بان    | ۱۲ | کارلو ماترل          |     |
| مدافع        | ۴  | ساندرو سالوادور      |     |
| مهاجم        | ۷  | برونو مورا (کاپیتان) |     |
| مهاجم        | ۸  | هومبرتو ماسکیو       |     |
| مهاجم        | ۹  | ژوزه آلتافینی        |     |
| مهاجم        | ۱۱ | جیامپاولو منیکلی     |     |
| مدافع        | ۱۶ | انزو روبوتی          |     |
| مدافع        | ۱۸ | ماریو داوید          | '۴۱ |
| مدافع        | ۱۹ | فرانچسکو یانیک       |     |
| هافبک        | ۲۰ | پاریده تومبوروس      |     |
| هافبک        | ۲۱ | جورجو فرینی          | '۱۲ |
| سرمربی:      |    |                      |     |
| پائولو ماتزا |    |                      |     |

| کمک داوران: لئو گلدستاین (اسرائیل) فرناندو بوئرگو الکواز (مکزیک) |